# Fillmore County (Minnesota)
 For alternative betydninger, se Fillmore County. (Se også artikler, som begynder med Fillmore County)
Fillmore County er et county i den amerikanske delstat Minnesota. Amtet ligger i den sydøstlige del af delstaten og grænser op til Winona County i nordøst, Houston County i øst, Mower County i vest og mod Olmsted County i nordøst. Amtet grænser også op til delstaten Iowa i syd.
Amtet har fået sit navn efter USA's trettende præsident Millard Fillmore.

## Demografi
Ifølge folketællingen fra 2000 boede der 21.122 personer i amtet. Der var 8.228 husstande med 5.718 familier. Befolkningstætheden var 9 personer pr. km². Befolkningens etniske sammensætning var som følger: 98,92 % hvide, 0,17 % afroamerikanere.
Der var 8.228 husstande, hvoraf 30,90 % havde børn under 18 år boende. 60,60 % var ægtepar, som boede sammen, 6,10 % havde en enlig kvindelig forsøger som beboer, og 30,50 % var ikke-familier. 26,60 % af alle husstande bestod af enlige, og i 14,00 % af tilfældene boede der en person som var 65 år eller ældre.
Gennemsnitsindkomsten for en hustand var $36.651 årligt, mens gennemsnitsindkomsten for en familie var på $44.883 årligt.